# Henry Bainbridge
Henry Bainbridge, britanski general, * 1903, † 1993.